# الستار المطلي
الستار المطلي (بالإنجليزية: The Painted Veil) هو فيلم دراما أمريكي من إخراج جون كوران سنة 2006، وبطولة كل من نعومي واتس وإدوارد نورتون وييف شرايبر.

## القصة
تلتقي (كيتي) بالطبيب الذكي الخجول (والتر فين) في إحدى الحفلات، تحثها أمها على الزواج منه سريعًا على الرغم من أنها لا تحبه. وبعد شهر عسل في البندقية، يتجه الزوجان إلى مدينة شنغهاي بالصين؛ حيث يعمل فين هناك في مختبر حكومي متخصص بدراسة الأمراض المعدية. تستمر العلاقة باردة بين الزوجين، ويكتشف والتر أن كيتي تخونه. ينتقل الزوجان بعدها إلى منطقة جبلية؛ حيث يكافح الزوج في محاربة مرض الكوليرا المعدي، ووسط الفقر والمعاناة والموت، يعيد الاثنان اكتشاف علاقتهما من جديد.

## روابط خارجية
- الستار المطلي على موقع IMDb (الإنجليزية)
- الستار المطلي على موقع ميتاكريتيك (الإنجليزية)
- الستار المطلي على موقع روتن توميتوز (الإنجليزية)
- الستار المطلي على موقع نتفليكس (الإنجليزية)
- الستار المطلي على موقع قاعدة بيانات الأفلام العربية
- الستار المطلي على موقع ألو سيني (الفرنسية)
- الستار المطلي على موقع Turner Classic Movies (الإنجليزية)
- الستار المطلي على موقع أول موفي (الإنجليزية)
- الستار المطلي على موقع بوكس أوفيس موجو (الإنجليزية)
- الستار المطلي على موقع فيلمافينيتي (الإسبانية)